# Pietro Cataldi
Pietro Cataldi (italià: Pietro Antonio Cataldi)  (Bolonya, 15 d'abril de 1552 - Bolonya, 11 de febrer de 1626) va ser un matemàtic italià professor de la Universitat de Bolonya a començaments del segle xvii.

## Vida
Poc es coneix de la vida de Pietro Antonio Cataldi. Se sap que era fill de Paolo Cataldi, també nascut a Bolonya, i que es va educar en aquesta ciutat, tot i que no existeixen evidències del seu pas com estudiant per la coneguda universitat d'aquesta ciutat.
Va començar la seva carrera com a professor de matemàtiques a la Universitat de Perusa on hi va restar des de 1569 fins a 1583. Durant el curs 1583-1584 es va traslladar a la Universitat de Bolonya, substituint Ignazio Danti qui havia deixat la càtedra en ser nomenat bisbe. Galileo Galilei havia optat també per aquest lloc però va ser desestimat pel senat bolonyès.
Cataldi va mantenir la resta de la seva vida la càtedra de matemàtiques a Bolonya fins a la seva mort.

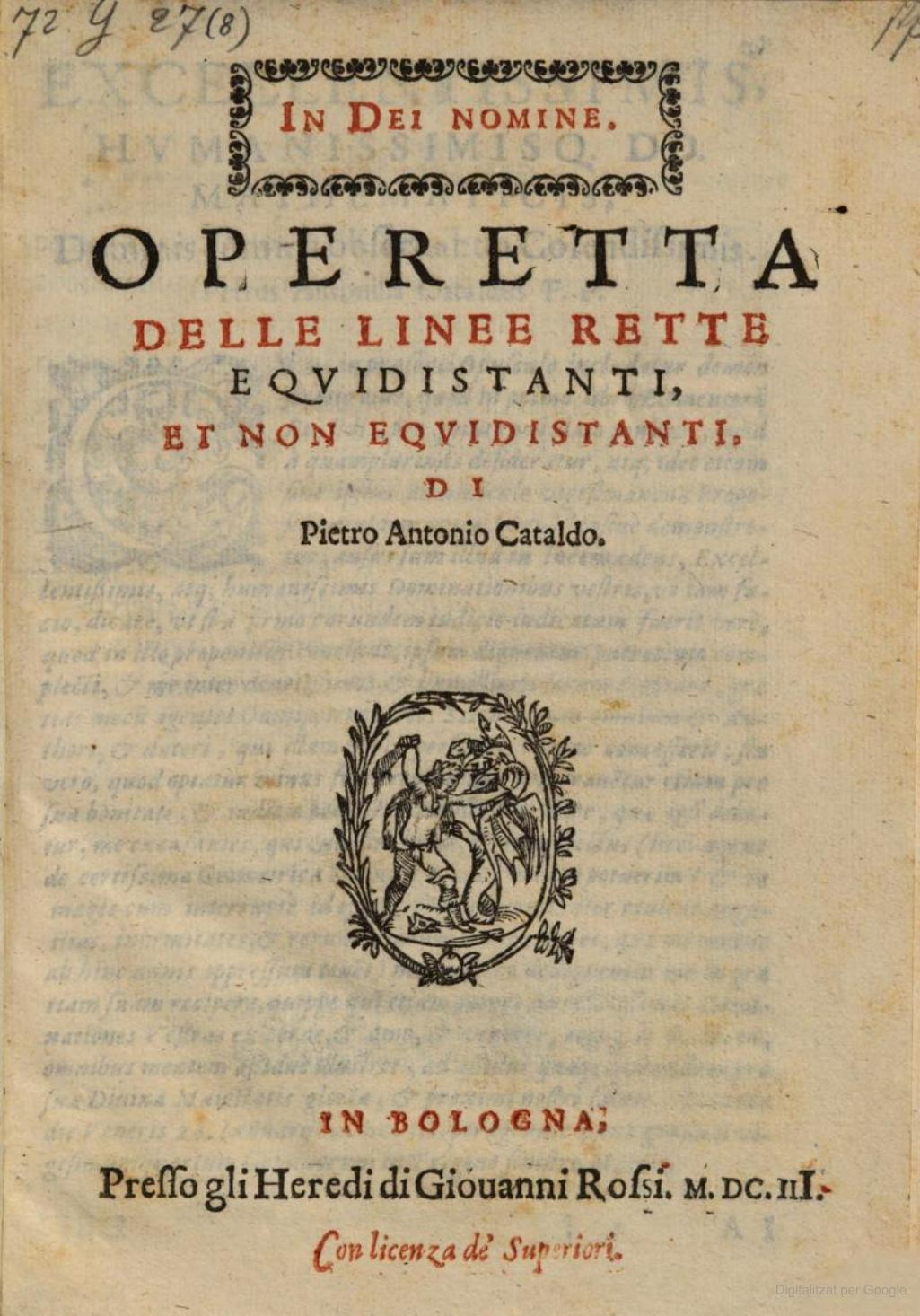
Operetta delle linee rette aequidistanti et non aequidistanti, 1603

## Obra
Cataldi va publicar més de trenta llibres de matemàtiques, tots durant la seva època bolonyesa, però només dos d'ells són especialment interessants per la seva originalitat:
- Trattato del modo brevissimo di trovar la radice quadra delli numeri, acabat el 1597 però no publicat fins al 1613. En aquest tractat resol l'arrel quadrada d'un nombre natural utilitzant fraccions contínues infinites per primera vegada en la història.

- Trattato dei numeri perfetti, 1603, on descobreix el sisè i el setè (8.589.869.056 i 137.438.691.328) dels nombres perfectes i demostra que només poden acabar en 6 o en 8, però no alternativament com havia dit Nicòmac.

En la seva obra Operetta delle linee rette aequidistanti et non aequidistanti (1603) va considerar demostrat el cinquè postulat d'Euclides, sense donar-se compte que la seva definició d'equidistància implicava un axioma de paral·lelisme.
Les seves obres estan escrites sempre en italià (no pas en llatí) i algunes van adquirir notable difusió, ja que ell mateix les regalava a priors dels monestirs franciscans per a fer-les servir en l'ensenyament de nois pobres.